# أدي يوسف
أدي يوسف (بالإندونيسية: Ade Yusuf)‏ هو لاعب كرة الريشة إندونيسي، ولد في 19 مايو 1993 في سورابايا في إندونيسيا.

## وصلات خارجية
- أدي يوسف على موقع BWF.tournamentsoftware.com (الإنجليزية)
- أدي يوسف على موقع BWFbadminton.com (الإنجليزية)